# ナイキスト周波数
ナイキスト周波数（ナイキストしゅうはすう、英: Nyquist frequency）は信号を標本化するときの、サンプリング周波数の1/2の周波数である。
{\displaystyle f_{n}:=f_{s}/2}
サンプリング周波数 {\displaystyle f_{s}} が十分でなく、ナイキスト周波数 {\displaystyle f_{n}} よりも大きい周波数の信号を標本化した場合、標本化した際に折り返し（エイリアシング）を生じ、再生時に元の信号として忠実には再現されない。ハリー・ナイキストにより1928年に予想されたこの再現限界の定理は、標本化定理と呼ばれる。
ナイキスト・レートと混同しないこと。ナイキスト・レートは、特定の信号または信号群を標本化して再生した際に、正しく元の信号を再現するためのナイキスト基準を満たす最小サンプリング周波数、つまり信号周波数の2倍の値である。

## 例
サンプリング周波数 fs = 100 Hz の測定器を使用して、ある信号を測定する。元の信号に (a) 25 Hz, (b) 40 Hz, (c) 70 Hz のピークがあったとする。
このとき、ナイキスト周波数 fn = fs/2 = 100/2 = 50 [Hz] だから、測定信号のスペクトルにおいて (a), (b) のピークは正しく求まる。
しかし、(c) の周波数成分は fn を超えているため、測定信号において、これに対応するピークは fn から折り返した 30 Hz に出現することになる（エイリアシング）。スペクトル上では、このピークが本当に 30 Hz の成分を表しているのか、それともエイリアシングにより折り返された高周波成分であるのかは区別できない。
実際の信号測定では、測定器のサンプリング周波数 fs には限界があり、それはカタログ記載の既知のものである。
一方、測定する元の信号がどのような周波数成分を含んでいるのかは未知であることが多い。よって、このエイリアシングを防ぐためには、測定器に入力する信号をフィルタで {\displaystyle f_{n}=f_{s}/2} まで帯域制限する必要がある。ただし、実際は、フィルタの性能の限界により、サンプリング周波数の45%程度まで制限する必要がある。